# 369 Dywizja Strzelecka (ZSRR)
369 Dywizja Strzelecka (ros. 369-я стрелковая дивизия) – związek taktyczny (dywizja) Armii Czerwonej.
Sformowana w 1941, w związku z niemiecką agresją na ZSRR. Broniła Moskwy i Rżewa, wypierała wojska niemieckie z Białorusi i Polski. Wojnę zakończyła w Niemczech.